# Georges Barrère
Georges Barrère (født 31. oktober 1876 i Bordeaux, død 14. juni 1944 i Kingston, New York) var en fransk fløjtenist.
Barrère studerede tværfløjte ved Conservatoire de Paris hos fløjtenisterne Henri Altès og Paul Taffanel. I 1895 afsluttede han sine studier med en førstepris. I Paris grundlagde han ensemblet Société Moderne d'Instruments à Vent og blev fløjtenist i Colonne Concerts (solofløjtenist siden 1902) såvel som ved Pariseroperaen. I 1905 blev han solofløjtenist ved New York Symphony Orchestra under Walter Damrosch og var som kendt solist og lærer ved Institute of Musical Art, det senere Juilliard School of Music, ansvarlig for indførelsen af den franske fløjtetradition i USA.
Talrige komponister har skrevet værker til hans ensemble eller ham selv, herunder Charles-Marie Widor, Gabriel Pierné, Reynaldo Hahn og Charles Tomlinson Griffes (Poem). Den amerikanske mæcen Elizabeth Sprague Coolidge skænkede ham en fløjte af ædelmetallet platin. Til at indvie instrumentet skrev Edgard Varèse i 1936 solostykket Density 21.5 til ham (titlen på stykket specificerer platins massefylde). Paul Hindemith fløjtesonate blev uropført i 1937 af Barrère.
Barrère komponerede også selv for sit instrument, en Nocturne for fløjte og klaver.